# Frode Bjørnevik
Frode Skarsgard Bjørnevik (Lørenskog, 4 novembre 1980) è un ex calciatore norvegese, di ruolo difensore.

## Carriera

### Club
Bjørnevik si trasferì dall'Eidsvold Turn allo HamKam nel 2007 e debuttò con questa maglia, nell'Adeccoligaen, nel 5-1 inflitto allo Skeid. La squadra raggiunse la promozione, a fine campionato. Il 30 marzo 2008, allora, il difensore poté esordire nella Tippeligaen: subentrò a Knut Henry Haraldsen nella sconfitta per 2-0 sul campo del Bodø/Glimt. Il club non raggiunse la salvezza.
Nel 2010, passò allo Strømmen, club militante in Adeccoligaen. Esordì il 5 aprile, nel pareggio per 2-2 contro il Tromsdalen. Il 5 maggio segnò la prima rete, nel 2-2 contro il Moss. Si ritirò al termine del campionato 2012.